# めしばな刑事タチバナ
『めしばな刑事タチバナ』（めしばなでかタチバナ、MESHI BANA DEKA TACHIBANA）は、原作：坂戸佐兵衛、作画：旅井とりによる日本の料理・グルメ漫画である。食品・飲料の商品名やメーカー名が全て実名で登場する。『週刊アサヒ芸能』（徳間書店）で2010年12月30日+2011年1月6日合併号から連載中。話数表記は「第○ばな」。2020年12月時点でシリーズ累計発行部数は200万部を突破している。
2013年4月にテレビ東京系でテレビドラマ化された。

## ストーリー
城西署の刑事であるタチバナが、牛丼やカップ焼きそばなどB級・C級グルメについて幅広い薀蓄を熱く語っていく。
従来のグルメ漫画と趣を異にするのは、素材・栄養・調理法などに触れることが非常に少なく、店のサービス体制や歴史、あるいはその食品のコンセプト・価格・登場した時代背景や変遷に焦点をあて、さらには食べるシチュエーション・食べ方・食感にまで言及しておきながら味のことにはほとんど触れず、題材となる食材への「愛情」を語り尽くす点にある。単行本には必ず「この作品に現れる都会は架空のものである。登場人物も場所も全て虚構である。ただし"めしばな"は実際の捜査方法に基づいている。」という但し書きがある。

## 登場人物

### 城西署

#### 刑事課
立花（たちばな）
この漫画の主人公。城西署刑事課の警部。元は本庁勤務のエリートだったが、あることが原因で城西署へ左遷された。40代で独身。自身のめしばな論を広げるために休日は全国各地を回って散財しているため、貯蓄はあまりない。村中・並木たち婦警が結成した「甘味部」の名誉顧問でもあるが、時々損な役目をさせられることがある。なお、ドラマ版では最終回で警視庁に復職した。
本作品の「めしばな」の大部分を引き受ける語り部である。押さえているジャンルは幅広く、ファーストフードチェーンやB級グルメや冷凍食品や、ご当地グルメ・駄菓子・スイーツに加え、コンビニやスーパーに売っている即席料理系の差異や「ちょい足し」、ファミリーレストランの展開の歴史的経緯を踏まえたメニューの変遷、自身の食べ歩きの記憶に基づいたラーメンブームの研究から、果てはファーストフードチェーンの海外展開や海外独自のインスタントラーメンブームについてまで、実食した体験を踏まえて大いに語ることができる。食事として興味を持った物はそれに関するウンチクも調べるため、その知識量も膨大。さらに、ほぼどんな食品に関しても「好みには合わない」と言うことはあっても酷評することはないため、城西署の人間からはその食の知識に対する信頼は厚い。その知識のみならず話しぶりにも人を引き込む力がある。
上記通り様々な食べ歩きや、気になったジャンルの食品を食べ比べるために店頭でのまとめ買い（本人は「食っ引く」と呼ぶ）などを繰り返すためやや金欠気味で、高級料理には未食が多い。時々まとまった金を使うこともあるのだがそれも「高級料理を食べる」ではなく「海外に行ってファーストフードの研究をする」といった使い方である。
五島（ごとう）
タチバナの同僚の若手警部補。タチバナへの突っ込み役。高級料理が好きなおぼっちゃまで、時折高級料理について語ろうとするが、タチバナたちに理解されず、途中で遮られる。
生まれも育ちも良いためタチバナ達と話が合わないことも多々あるが、学生時代にファミリーレストランに通った思い出を持つなど、歳相応のめしばなはできる。タチバナが城西署に赴任した日からの付き合いであるためつい話が長くなりがちなタチバナの話の打ち切り方も一番心得ている。
村中
女性警官。的確かつ冷静な意見を突き出し、五島とともにタチバナに対する突っ込み役の双璧を成す。署内で活動する甘味部の設立メンバー。元・陸上部の経験を活かし、タチバナのダイエット活動の面倒をみることもある。九州出身で九州の食ネタには鋭く反応する。
甘味部のメンバーである代々木と辛味部を結成、代々木の家で激辛料理やデザートなどを自作し合っている。その際、お色気シーンか他の理由か村中、もしくは代々木のシャワーシーンが毎回存在する。
韮沢（にらさわ）
城西署の刑事課長。時折原理主義と皮肉られるように、頑固で食事のこだわりに関しては一歩も譲らないため、しばしばタチバナと対立することがあるが、時には意気投合し一緒に食事に出かけることもある。「食事は時間をかけないほど美味い（良い）」という信条から即席麺は時間短縮派。痔持ちなので辛い食べ物は苦手。妻子とは別居中。
独身かつ平刑事であるのをいいことに好き放題食べて散財するタチバナとは対極的に、限られた予算や時間の中でいかにストレスなく食生活を満足させるかという方向に造詣が深い。さらには暖かい家庭から別居による独身生活に戻されるという独自の境遇から、タチバナと同じ「独り飯」でありながらより「中年男性の悲哀」を感じさせるめしばなが多い。とはいえ、タチバナとは同世代かつ食への飽くなき探求心という点では同類であるため、本質的な点ではタチバナと一致し気が合うことが多い。
今野
城西署副署長。他の面々の知識や熱狂的な思い入れについていけないことが多く、言うことがしばしば空振る。出世欲は強く、本庁などのお偉方に非常に低姿勢。
タチバナや韮沢ほどのこだわりを持って日々の食生活を送ってはいなかったが、タチバナが赴任したことによる影響は少なくないようで、タチバナからの受け売りであるめしばなを家で妻に披露するなどしている。また、タチバナが挙げた商品や店舗名で世代的にストライクなものにもきっちり反応する。
子煩悩であり、一人娘の結婚式には頑固反対を表明。これにより危うく妻と別居となりかけたが、城西署メンバーの後押しから改心し、最終的には結婚式に参加、夫婦仲も元に戻っている。
志波（しば）
刑事課の同僚。無類のアイス好きで、タチバナからは親しみを込めてアイスの志波さんと呼ばれる。甘党で下戸だが激辛系も得意。関西の食ネタに強い。
タチバナがよくめしばなを披露していた五島や村中、韮沢たちと比較すると「世代」「味覚」「地域」いずれもマイノリティ側になるため初期は積極的にめしばなに入っては来なかった。しかしタチバナがそれら全てをカバーできるほど広範な知識を有しさらに食の好みにも共通点が多いことが分かってからはかなり仲良くなり、先のマイノリティ性をむしろキャラクターとして押し出してめしばなに参加するようになった。
源さん
古参の刑事。刑事課職員から、「源さん」と愛称で呼ばれている。優しい刑事と称されるが、現場重視で、若い時はかなり厳しく、キャリア組に現場で情報を収集する重要さを熱く語っていた。（そのため、本人は出世できなかったと自虐している。）結婚した一人娘がいるが、夫婦間で食をめぐるトラブルが多々あり、そのたび刑事課メンバーが召集される。
丸山
刑事課の同僚。タチバナと好みが合うことが多い。株取引、FX、仮想通貨などで相当な損害を出したらしく倹約中で1円単位で割り勘にするため、陰で「ケチマル」と呼ばれているらしい。
「お金に困っている」キャラクターで、「庶民的」を通り越して「貧乏臭い」レベルのめしばなを語るため、志波などには多少疎まれている。
飴やマーガリンなど、比較的安価で買える食べ物についての造詣が深い。
「野菜炒め」に対する拘りの所為で、タチバナから事件捜査等のパートナーは丸山ではなく五島がいいと明言されてしまった、
飯倉
刑事課勤務。サスペンダーが特徴。236話で初登場。モブとしての扱いが長ったが、422話で「五島のちょい上世代」「妻子持ち」という設定が追加された。丸山と気が合うのか、雑談に頻回に加わったり、差し飲みをすることもある。所内でよく居眠りをするが、夢の中で引退間際の警視総監という設定で、北条という端整な女性秘書と署の出来事や食について語らう場面が多い。不倫をにおわせる行為をするが、直前で目が覚める。
竹田
「第400ばな」から登場。（初対面時には村岡から「オタク風の大学生」と称された）。サイバー犯罪などの情報捜査の支援を担当するために新しく城西署の刑事課に着任した。自ら防犯カメラ解析システムを組み上げるなど、活躍している。味についても一家言をもっており、当初は同じく新着任の石堂刑事と衝突することもあったが、すぐに刑事課になじんでしまっている。下の名は不明だが、421話で交通課全体の失態のペナルティとして、交通課の安全講習のイベントに着ぐるみで参加したが、その時「ケンタ」という名札を付けている。
石堂
「第401ばな」から登場。城西署初の女性刑事。足を使って聞き込みを重視する昔ながらのタイプ。単独で行動することが多く、他の刑事達がめしばなをしている間に犯人を検挙していることもよくある。立花のめしばなで犯人の自供を引き出すことに触発され、自分もしばしば試みるものの、何かずれていることが多い。
高松
刑事課勤務。大きな鼻が特徴。防犯カメラの映像だけで不審者や行方不明者を割り当てる特技を持つ。その功績は600件を超える。その特技が高く評価され、別の署に異動していたが、600話にて再び城西署に戻ってきた。（厳密には600話で初登場ではなく、若手枠として随所にモブとして登場していた。）

#### 生活安全課
並木
生活安全課の婦警。村中の親友で、よくデザートを食べに店を転々としている内に立花とも共感し、署内サークルとして甘味部を結成した。大食いでもあり、その実力はタチバナですら敬服する「超」が付くほどのもの（大食い番組のオーディションを匿名で受けたことがあったが落選したらしい）。中沢から恋心を向けられていたことが発覚してから、甘味部全員が彼と距離を置くようになった。

#### 交通課
代々木
交通課の白バイ隊員。村中、並木、桑田、平井と共に甘味部のメンバー。器量良しだが合気道の有段者で「売られたケンカは買う」と公言するなど気が強い。たびたび同じ甘味部の並木と「めしばな」で対立することがある。「辛味部」と称して、村中と2人だけで辛い料理を作り楽しむことがある。男嫌いなのか他の理由なのか、男の影がまったくない。中盤からは村中との百合的関係性を匂わせるエピソードが多数存在する。
桑田
交通課の婦警。金髪で眼鏡をかけている。甘味部のメンバー。平井とコンビでいることが多く、休日も二人で釣りなどに行く。しかし一人でいるときは他メンバーとは対照的にかなりのインドアであり、洋画と箱入りアイスに拘っている。村中や代々木に対しては私生活が充実していると思っており、毒を吐くことが多く、歪んだ思いを平井に愚痴として語ることが多いが、平井に諫められることもしばしば。一時期立花、丸山に結婚願望を持っていたが水泡に帰している。名古屋出身ということもあり、めしばなには名古屋ご当地グルメの話題が多い。
平井
交通課の婦警。出っ歯で背が高い。甘味部メンバーで、他メンバーのツッコミ役に回ることが多い。武術にハマっている。桑田とコンビでいるためか、2人の名前を取り違えて覚えられていたこともある。休日は総合格闘ジムに通っており、後輩からの評価は高い。桑田を友人として接しているが、行き過ぎた悪口などにくぎを刺すこともある。

#### 地域課
中沢
地域課の警官。昔見たテレビドラマ『刑事コジャック』で刑事に憧れて、刑事を志望する交番勤務。出身は香川県で、うどんに関しては一家言もっている。刑事課の人間ともそれなりに交流があるが、韮沢への失態が原因で刑事課は出禁となる。以後は副署長の腰巾着となり、所内の噂話を密告する。
田村
地域課の警官。青木とコンビでいることが多く、何かと不遇な目に遭う。
長谷川
地域課の警官。天然パーマが特徴。田村の後輩でよくつるんでいる。以前、タチバナの度を越したいたずらに激怒していたが、グミで関係は回復している。
青木　
地域課の婦警。お茶など植物の知識に富んでおり、代々木を出し抜いたり「お茶ばな警察官」としてニュース番組に取り上げられたりしたことがある。タチバナの「めしばな」に付き合うこともある。名前は「華」である。
三田　
地域課の婦警。茶髪で三白眼が特徴。青木とは同期であり、仲が良く、イベントの手伝いなどもしている。桑田には親近感を感じられているようで、桑田主催の釣りイベントに誘われたが、青木の悪口を言うことも含まれていたため、断ってしまった。
矢吹
地域課の警官。角ばった性格であるが警視監の講演で居眠りをしてしまい、その責任から辞表を出そうとするもタチバナの説得により撤回した（矢吹という名前が判明したのはこの回であり、それ以前にも脇役として出ていたことがある）。

### タチバナが関係するその他の登場人物
児玉
元ヤクザで、事件で逮捕されて城西署でタチバナと知り合って以来、丼もの飲食店系のめしばなについて語り合う。刑務所を出所してカタギになった後は檀家（情報提供者）としてときおりタチバナのもとへ現れ、丼ものチェーン店の話題に花を咲かす。牛丼屋はすき家派。15巻で沖縄に引っ越していたことが判明した。その後、東京に帰還している。
竹原などと違いタチバナとアドレス交換をしておらず、最近では城西署に訪れることもしていない。その一方でタチバナたちが現れるまで城西署の近くの河原で度々待ち続けていた様子がうかがえるなど、気難しい一面も持っている。
竹原
怪しげな稼業を営む立花の檀家だがどちらかというと趣味友達に近く、捜査にはまるで役に立っていない。天下一品やラーメンについてタチバナと語る。天一ラーメンに関してはこってり派で、タチバナと「こってり一筋」を貫き通すと誓い合ったほどだったが、とあるきっかけで意図せず「あっさり」を食したことを懺悔していた。
ドラマでは女装趣味のおネエキャラに変更され、山田うどんを始めとした様々な飲食チェーン店の限定メニューについてタチバナと情報交換し、日本各地を食べ回っている。ドラマ版の竹原が天下一品に通っているという事実は確認できない。
早川
メーカー系の営業職に務めるタチバナの友人。通称「カレーの早川くん」。レストランや専門店は勿論、病院や学園祭(女子校も含む)などあらゆる所で年間300食以上カレーを食する(そのために職場を移転することすらある)。カレーに対して並々ならぬ知識を持ち、その有用性はタチバナに「彼の死は日本カレー界の損失」と言わしめるほど。ストイックな性格で、原作ではその顔を描かれない。
他の檀家や友人たちと違いタチバナの回想以外では登場しないため五島と村中にその実在性を疑われ、対するタチバナの反応もまるで早川が実在せずにタチバナの別の人格であるかのような怪しげなものだったが以降のエピソードでは特に触れられていない。
「カレーの美味しさはその日のコンディションを表す｣という立花の提起を真に受け止めてからは肉体鍛錬にはまり、さらにはそれに応じて思想も過激なものとなってしまいタチバナはついていけず疎遠になっていると語っている。
富岡
化石採掘の仕事をしているタチバナの友人。通称「トミー」。料理チェーンなどでは無く断続的に1つの素材の商品をひたすら食べ比べるが、研究や考察をする訳でもなく、ほとんど何も考えていないため詳しくはなっていない。記憶力も恐ろしく悪い。15巻でタチバナの冗談でかけた催眠術にかかってからは全国のご当地パン巡りをしている。並木から一方的に好かれている。
コウちゃん
第17巻で初登場したニートの若者。引きこもり生活で食べ続けてきた影響で冷凍食品について並外れた知識を持つ。通り魔事件の情報提供をかけ、タチバナと冷凍食品のめしばな対決（ゲーム）をした後、引きこもりをやめたほかチルド食品にも造詣を深め、捜査協力のためにオリジナルの焼きそばをタチバナたちの前で披露したこともある。中二病を拗らせている。効率主義で、料理をするようになってからも、洗い物がなるべく増えない調理法を画策している。
社長
氏名不詳。刑事課がマークしている、重々しい雰囲気がある中年男性。安原（ヤス）というチンピラ風の子分を引き連れている。タチバナと二人きりで会話していることが多く、丸山からは裏取引のような密談をしていると思われているが、実際の会話内容は喫茶店の軽食メニュー（クリームソーダ、プリン）などのテーマが多い。タチバナを非常に気に入っており、重要な会議を無下にしてもメシバナを優先している。
宇野
タチバナが城西署に来る前の別の所轄にいた年配の刑事。タチバナの回想のみ登場。雑草にある程度詳しく、犯人検挙や若手刑事の啓発につながったこともあったが、イチョウ葉を処理せず、そのままお茶として煎れたり、スイセンをレバニラ炒めのニラとして提供するなど、大問題を引き起こしたりする。定年退職後は退職者雇用制度を利用して指導員として現場で活躍している。
高校教師
氏名不詳。中年の男性教諭。私立高で社会科を担当している。仕事のストレスで、万引きを2回したが、寛大な処置で注意でとどめられている。その後も城西署にアドバイスをもらいにたびたび立花を訪ねる。ファーストフードについて語ることが多い。
浪人生
氏名不詳。宅浪生だが、受験のストレスで自宅を放火した罪で城西署に連行された際に立花と出会う。その後は改心し、再び勉学に励むが、特に定職にはつかず、浪人という立場は継続している様子。中華料理チェーンについて語ることが多い。
高橋
飛び降り自殺志願者で何度も城西署が対応している。80年代のテーマとした食事や飲料について語り合うことが多い。その後は定職につけ、別の飛び降り自殺志願者を救おうとしたりするなど成長した姿を見せた。その後も立花に署に呼び出されたりと交流を持っている様子。

### その他の登場人物
アダムのマスター
甘味部がよく行く喫茶店アダムの店主。顎髭を生やしている中年男性。甘味部の会話を盗み聞きして一方的に会話に加わる、村岡を「エリリン」と呼ぶなど、距離感がおかしいと評されてる。
小説家
氏名不詳。白髪と眼鏡が特徴。豪勢な自宅にて女性編集者と小説の打ち合わせを行うのが定番。外出先にて、城西署の職員とよく遭遇するらしく、その言動が小説のモチベーションになることもしばしば。村上からはつまらない小説と評されている。
MASAO
並木が気に入っている若手のイケメン男優。当初は人気俳優としてブレイクしていたが、志波のクリームパンに対する自論を盗み聞きして、それをヒントにドラマを制作したが、興行的には失敗し、落ちぶれてしまった。
ペペロン
氏名不詳。小学生。年齢不相応な発言が多いが、それが同世代には好意的にとらえられ、友人も多く慕われている。大人びているが、駄菓子を好む、転校で友人と去る際に涙を流すなど子供らしさも持っている。チューインガムやグミなどの駄菓子について持論を展開する。いったん転校したが、また戻ってきており、友人たちを沸かせた。
オッサン
氏名不詳。志波には「オッサン」と呼ばれている。飄々とした中年男性。タチバナ達との交流は一切ないが、回想場面にて、タチバナ達のメシバナの話の腰を折る狂言回しとして随所に登場する。

## 書誌情報
- 坂戸佐兵衛（原作）、旅井とり（作画） 『めしばな刑事タチバナ』 徳間書店〈トクマコミックス〉、既刊57巻（2025年6月30日現在）
  1. 「立ち食いそば大論争」2011年3月30日発売[2]、ISBN 978-4-19-780487-0
  2. 「牛丼サミット再び」2011年7月30日発売[3]、ISBN 978-4-19-780504-4
  3. 「カップ焼きそば選手権」2011年10月8日発売[4]、ISBN 978-4-19-780508-2
  4. 「アイス捜査網」2012年2月9日発売[5]、ISBN 978-4-19-780519-8
  5. 「ほか弁ウォーズ」2012年4月4日発売[6]、ISBN 978-4-19-780522-8
  6. 「ポテトチップス紛争」2012年8月4日発売[7]、ISBN 978-4-19-780546-4
  7. 「うどん百景」2012年11月7日発売[8]、ISBN 978-4-19-780550-1
  8. 「ああ激辛ブーム」2013年2月5日発売[9]、ISBN 978-4-19-780552-5
  9. 「ラーメン・サバイバー」2013年4月2日発売[10]、ISBN 978-4-19-780555-6
  10. 「駄菓子ズム」2013年9月30日発売[11]、ISBN 978-4-19-780558-7
  11. 「朝食研究会」2013年11月30日発売[12]、ISBN 978-4-19-780559-4
  12. 「ファミレス ナウ&ゼン」2014年2月4日発売[13]、ISBN 978-4-19-780561-7
  13. 「スパゲティ・アラカルト」2014年4月3日発売[14]、ISBN 978-4-19-780569-3
  14. 「チャーハン大会議」2014年7月31日発売、ISBN 978-4-19-780572-3
  15. 「ふりかけ・ブラボー!」2014年10月31日発売、ISBN 978-4-19-780586-0
  16. 「俺の魚肉ソーセージ」2015年1月31日発売[15]、ISBN 978-4-19-780588-4
  17. 「冷凍食品オールスターズ」2015年3月31日発売[16]、ISBN 978-4-19-780590-7
  18. 「ピザ・PIZZA・ピッツァ」2015年6月30日発売[17]、ISBN 978-4-19-780591-4
  19. 「おにぎり放談」2015年10月30日発売[18]、ISBN 978-4-19-780593-8
  20. 「ソース広域捜査」2016年1月30日発売[19]、ISBN 978-4-19-780596-9
  21. 「箱アイス愛すべし」2016年3月31日発売[20]、ISBN 978-4-19-780598-3
  22. 「ワンタンメン・ワンダー」2016年7月30日発売[21]、ISBN 978-4-19-780599-0
  23. 「ビバ! 80年代ドリンク」2016年10月31日発売[22]、ISBN 978-4-19-780601-0
  24. 「OH! 袋めん」2017年1月31日発売[23]、ISBN 978-4-19-780606-5
  25. 「ホットケーキほっとけない」2017年3月31日発売[24]、ISBN 978-4-19-780611-9
  26. 「ファミレス呑み同好会」2017年7月31日発売[25]、ISBN 978-4-19-780614-0
  27. 「大江戸スペシャル!」2017年10月31日発売[26]、ISBN 978-4-19-780615-7
  28. 「HOW TO MAKE焼きそば」2018年1月31日発売[27]、ISBN 978-4-19-780622-5
  29. 「即席みそ汁を待ちながら」2018年3月31日発売[28]、ISBN 978-4-19-780623-2
  30. 「あめ玉アメイジング」2018年6月30日発売[29]、ISBN 978-4-19-780624-9
  31. 「冷やしラーメン IN SUMMER」2018年9月29日発売[30]、ISBN 978-4-19-780627-0
  32. 「君はからあげをどう食べるか」2018年12月27日発売[31]、ISBN 978-4-19-780630-0
  33. 「OH! 80年代お菓子」2019年3月30日発売[32]、ISBN 978-4-19-780634-8
  34. 「レトルトカレーに吠えろ!」2019年6月28日発売[33]、ISBN 978-4-19-780635-5
  35. 「せんべい緊急配備」2019年9月30日発売[34]、ISBN 978-4-19-780636-2
  36. 「ガムの味」2019年12月27日発売[35]、ISBN 978-4-19-780637-9
  37. 「三度の飯よりサンドイッチ」2020年3月31日発売[36]、ISBN 978-4-19-780638-6
  38. 「長考！チョコレート」2020年6月30日発売[37]、ISBN 978-4-19-780639-3
  39. 「WOW! 80年代ラーメン」2020年9月29日発売[38]、ISBN 978-4-19-780640-9
  40. 「たこ焼き・オン・マイ・マインド」2020年12月24日発売[1]、ISBN 978-4-19-780641-6
  41. 「テイクアウトの夜明け」2021年3月31日発売[39]、ISBN 978-4-19-780642-3
  42. 「とんかつと格言」2021年6月30日発売[40]、ISBN 978-4-19-780643-0
  43. 「シェイク大作戦」2021年9月30日発売[41]、ISBN 978-4-19-780644-7
  44. 「ミスター・マーガリン」2021年12月24日発売[42]、ISBN 978-4-19-780647-8
  45. 「パスタソース錬金術」2022年3月31日発売[43]、ISBN 978-4-19-780649-2
  46. 「こしつぶ捜査線」2022年6月30日発売[44]、ISBN 978-4-19-780651-5
  47. 「ビバ！ ビバレッジ」2022年9月30日発売[45]、ISBN 978-4-19-780653-9
  48. 「ザ・焼売ナイザー」2022年12月23日発売[46]、ISBN 978-4-19-780655-3
  49. 「加齢なるカレーうどん」2023年3月31日発売[47]、ISBN 978-4-19-780656-0
  50. 「きちんとチキンハンバーグ」2023年6月29日発売[48]、ISBN 978-4-19-780657-7
  51. 「プリンの道」2023年9月28日発売[49]、ISBN 978-4-19-780658-4
  52. 「濡れビスケット友の会」2023年12月25日発売[50]、ISBN 978-4-19-780659-1
  53. 「もんじゃらほい」2024年3月29日発売[51]、ISBN 978-4-19-780660-7
  54. 「芋と私」2024年6月28日発売[52]、ISBN 978-4-19-780661-4
  55. 「七味の一味」2024年9月30日発売[53]、ISBN 978-4-19-780662-1
  56. 「コーヒーゼリーの夕べ」2025年2月21日発売[54]、ISBN 978-4-19-780663-8
  57. 「ドレッシングどれにしんぐ」2025年6月30日発売[55]、ISBN 978-4-19-780665-2
- 文庫版
  1. 「立ちそば」2014年9月27日発売[56]、ISBN 978-4-19-780581-5
  2. 「牛丼」2014年9月27日発売[57]、ISBN 978-4-19-780582-2
  3. 「カップ焼きそば」2014年9月27日発売[58]、ISBN 978-4-19-780583-9
  4. 「ほか弁」2014年9月27日発売[59]、ISBN 978-4-19-780584-6

## テレビドラマ
2013年4月10日から7月3日まで水曜23:58 - 翌0:45にテレビ東京系の『ソコアゲ★ナイト』水曜枠で放送された。
番組内にて飲食店の説明をするときにはウィキペディアのパロディであるメシペディアが登場している。第9話までは竹原が限定メニュー体験を話す「めしばなタレこみ」、婦警達がスイーツを食べる甘味部のコーナーがあった。
容疑者をめしばなに巻き込み重要な証言を喋らせるというのがお約束で、原作より刑事ドラマとしてとしての側面が強い。

### キャスト
城西警察署
- 立花警部 - 佐藤二朗
- 韮沢課長 - 小沢仁志（韮沢少年：大原由暉）
- 村中巡査 - 河西智美
- 五島警部補 - 鈴木身来
- 香織（婦警） - 間宮夕貴 / 麻里（婦警） - 佐々木心音
- 今野副署長 - 温水洋一

その他
- 竹原（めしばな情報屋） - 梅垣義明（第1 - 9・12話）

ゲスト
複数話登場の場合は括弧（）内に表記
- 第1話「立ち食いそば大論争」
  - 井上（立花の元相棒刑事） - 早田剛
  - 西脇（被疑者） - 岡宮弘樹
  - 島田（被疑者） - 山本浩司

- 第2話「袋入りラーメン大捜査線」
  - 菅野 徹（ジョブネットワークキャリアサービス事業部） - 野間口徹
  - 工藤 雄二（菅野の同僚） - 志賀龍美
  - 石田 浩平（アルバイト警備員） - 平野仁
  - 韮澤父 - 堀雄司（第8話）
  - 警官 - 大友久志 / 婦警 - 堤坂笑加
  - 吉田刑事 - 水野智則 / 斉藤刑事 - 阿部和樹

- 第3話「カンヅメ大舌戦」
  - 佐伯 素子（尚樹のマネージャー） - 佐藤めぐみ
  - 谷岡 尚樹（俳優） - 山中雄輔
  - モデル風女性 - 芳田つむぎ / ギャル風女性 - 高橋茉琴 / 清楚な熟女 - 美坂香里

- 第4話「カップ焼そば大捕物」
  - 山之辺 善明（重要参考人） - 堀部圭亮

- 第5話「名古屋めし包囲網」
  - 岩瀬 良一（修二の兄） - 山本圭祐（少年期：鈴木陸）
  - 岩瀬 修二（板前） - 阿部亮平（少年期：関仁平）
  - 宇野 博（トレーダー） - 渡辺圭洋
  - 大将 - 成田重実

- 第6話「ポテトチップス紛争」
  - 岸本 繁之（女性下着泥棒被疑者） - 田中聡元
  - 代々木（白バイ隊員） - 森カンナ
  - 鑑識官1 - 瀧中孝康 / 鑑識官2 - 今野哲治

- 第7話「牛丼サミット」
  - 児玉 武（ストーカー） - マキタスポーツ
  - 杉山 多恵子（ストーカー被害者） - 愛内心愛
  - ギャル1 - 夏奈子 / ギャル2 - 橋本奈実 / ギャル3 - 渡瀬まろ美

- 第8話「レトルトカレー捜査網」
  - 吉岡 秀夫（ゆかりの夫） - 波岡一喜
  - 吉岡 ゆかり（ホステス） - みひろ

- 第9話「中華チェーン緊急配備」
  - 牧野 晴彦（フードライター） - 戸次重幸

- 第10話「東京みやげ一斉調査」
  - 武井 芳郎（立花の新人時代の教育係） - 螢雪次朗
  - 田辺 賢人（容疑者） - 山崎将平
  - 上司 - 渡部遼介
  - 今野奥さん - 藤牧ゆうこ

- 第11話「うどん広域手配」
  - 石野 小枝子（田中の不倫相手） - 逢沢りな（少女期：前田優奈）
  - 田中 康平（貿易会社社員） - 小手伸也
  - 今野娘 - 篠田光里
  - 父親 - ペニーゆうすけ

- 第12話「コンビニアイス大捜索」
  - 桐山 光（宝石店連続窃盗事件の被疑者） - 竹財輝之助（少年期：小林光太郎）
  - 武内 沙耶（交通課婦警） - 内田真礼
  - サトシ（桐山の少年時代の友達） - 宍倉秀磨
  - 母親 - 松田並子

### スタッフ
- 原作 - 坂戸佐兵衛・旅井とり『めしばな刑事タチバナ』（週刊アサヒ芸能連載 / 徳間書店）
- 脚本 - 田口佳宏、小峯裕之
- 音楽 - 岩崎太整
- 監督 - 宝来忠昭、桑島憲司、矢部宏光
- オープニングテーマ - クレイジーケンバンド「SOUL FOOD」（ダブルジョイインターナショナル / ユニバーサルシグマ）
- エンディングテーマ - 河西智美「Mine」（CROWN GOLD）[63]
- オープニングナレーション - 阿座上洋平
- 演出補 - 菊池武博
- 題字 - 山口亜希
- 技術協力 - 漣
- 照明協力 - アペックス
- 美術協力 - フジアール
- プロデューサー - 矢部宏光（テレビ東京）、吉見健士（共同テレビ）
- アソシエイトプロデューサー - 倉松誠司
- プロデュース補 - 鈴木美奈子
- AD - 助川美穂、北尾賢人、村上遥香
- 制作協力 - 共同テレビ
- 製作著作 - テレビ東京

### 放送日程
| 各話       | 放送日  | サブタイトル           | ラテ欄                                                                                      | 脚本     | 監督     |
| ---------- | ------- | ---------------------- | ------------------------------------------------------------------------------------------- | -------- | -------- |
| 第一ばな   | 4月10日 | 立ち食いそば大論争     | 夜食テロ胃袋注意 日本一腹が減るドラマ 本当に美味しい蕎麦…“立ち食いそば”論争 ズズッ          | 田口佳宏 | 宝来忠昭 |
| 第二ばな   | 4月17日 | 袋入りラーメン大捜査線 | 袋入りラーメン! サッポロ一番は何味? チャルメラに出前一丁 大論争                             | 田口佳宏 | 宝来忠昭 |
| 第三ばな   | 4月24日 | カンヅメ大舌戦         | 最強の焼き鳥カンヅメ サバ味噌煮VSサケ水煮 一番うまいカンヅメ! 辛うまラーメン総本山 夜食…    | 小峯裕之 | 宝来忠昭 |
| 第四ばな   | 5月01日 | カップ焼そば大捕物     | 最強のカップ焼きそば UFOペヤング一平… バゴォーンいか焼きそば マジでヤバイ! 腹減り激辛麺     | 小峯裕之 | 宝来忠昭 |
| 第五ばな   | 5月08日 | 名古屋めし包囲網       | あんかけスパ! 手羽先鉄板とんかつ! コメダ絶品豊橋カレーうどん 名古屋飯食べつくせ 満腹…       | 田口佳宏 | 宝来忠昭 |
| 第六ばな   | 5月22日 | ポテトチップス紛争     | 今日はポテトチップス カルビーのコンソメやコイケヤのり塩… 仰天美味! ポテチ(秘)調理法 フラ印  | 田口佳宏 | 宝来忠昭 |
| 第七ばな   | 5月29日 | 牛丼サミット           | 最強“牛丼”はどこ? すき家1 吉野家1 松屋 激旨レシピ牛丼茶漬け(秘)インディーズ牛丼店 空腹…     | 田口佳宏 | 桑島憲司 |
| 第八ばな   | 6月05日 | レトルトカレー捜査網   | この夏イチオシの最強“レトルトカレー!”激ウマ! 意外な調理法 (秘)レシピカレーつけ麺 食欲増     | 小峯裕之 | 矢部宏光 |
| 第九ばな   | 6月12日 | 中華チェーン緊急配備   | 中華チェーン店全制覇 王将の魔法パウダー! 華薬苑の激ウマ(秘)定食 バーミヤンのデザート 福しん | 田口佳宏 | 宝来忠昭 |
| 第十ばな   | 6月19日 | 東京みやげ一斉捜査     | No.1東京みやげはコレ ばな奈? 名菓ひよ子? ごまたまご? 購入テク もうお土産は迷わない プリン   | 小峯裕之 | 宝来忠昭 |
| 第十一ばな | 6月26日 | うどん広域手配         | “讃岐だけじゃない”日本一のうどんは何処 はなまる! 茶釜! 長命コシVSダシVSおかず…裏定番        | 小峯裕之 | 宝来忠昭 |
| 第十二ばな | 7月03日 | コンビニアイス大捜索   | 最強みんな大好きコンビニアイス! 激突ガリガリ君VSハーゲンVSジャイアントコーン 当たり         | 田口佳宏 | 宝来忠昭 |

### ネット局
| 放送対象地域   | 放送局                | 系列           | 放送日時                     | 放送期間                | 備考       |
| -------------- | --------------------- | -------------- | ---------------------------- | ----------------------- | ---------- |
| 関東広域圏     | テレビ東京（TX）      | テレビ東京系列 | 水曜 23:58 - 翌0:45          | 2013年4月10日 - 7月3日  | 制作局     |
| 北海道         | テレビ北海道（TVh）   | テレビ東京系列 | 水曜 23:58 - 翌0:45          | 2013年4月10日 - 7月3日  | 同時ネット |
| 愛知県         | テレビ愛知（TVA）     | テレビ東京系列 | 水曜 23:58 - 翌0:45          | 2013年4月10日 - 7月3日  | 同時ネット |
| 大阪府         | テレビ大阪（TVO）     | テレビ東京系列 | 水曜 23:58 - 翌0:45          | 2013年4月10日 - 7月3日  | 同時ネット |
| 岡山県・香川県 | テレビせとうち（TSC） | テレビ東京系列 | 水曜 23:58 - 翌0:45          | 2013年4月10日 - 7月3日  | 同時ネット |
| 福岡県         | TVQ九州放送（TVQ）    | テレビ東京系列 | 水曜 23:58 - 翌0:45          | 2013年4月10日 - 7月3日  | 同時ネット |
| 滋賀県         | びわ湖放送（BBC）     | JAITS          | 水曜 23:58 - 翌0:45          | 2013年4月10日 - 7月3日  | 同時ネット |
| 和歌山県       | テレビ和歌山（WTV）   | JAITS          | 水曜 23:58 - 翌0:45          | 2013年4月10日 - 7月3日  | 同時ネット |
| 山形県         | テレビユー山形（TUY） | TBS系列        | 金曜 1:23 - 2:10（木曜深夜） | 2013年5月2日 - 7月18日  | 遅れネット |
| 宮城県         | 仙台放送（OX）        | フジテレビ系列 | 金曜 14:58 - 15:48           | 2013年7月5日 - 9月20日  | 遅れネット |
| 鹿児島県       | 南日本放送（MBC）     | TBS系列        | 月 - 木曜 14:30 - 15:20      | 2013年7月25日 - 8月21日 | 遅れネット |
| 広島県         | 広島テレビ（HTV）     | 日本テレビ系列 | 土曜 1:04 - 1:54（金曜深夜） | 2013年8月2日 - 10月18日 | 遅れネット |
| 熊本県         | テレビ熊本（TKU）     | フジテレビ系列 | 月1回深夜                    | 2013年8月20日 -         | 遅れネット |

| テレビ東京 水曜23:58 - 翌0:45枠（『ソコアゲ★ナイト』水曜枠）       | テレビ東京 水曜23:58 - 翌0:45枠（『ソコアゲ★ナイト』水曜枠） | テレビ東京 水曜23:58 - 翌0:45枠（『ソコアゲ★ナイト』水曜枠） |
| 前番組                                                             | 番組名                                                       | 次番組                                                       |
| ------------------------------------------------------------------ | ------------------------------------------------------------ | ------------------------------------------------------------ |
| YOUは何しに日本へ? 【月曜18:30 - 19:54枠に移動・37分拡大して継続】 | めしばな刑事タチバナ （2013年4月10日 - 7月3日）              | 孤独のグルメ Season3 （2013年7月10日 - 9月25日）             |